# Barbara Stromberger
Barbara Stromberger (* 13. Dezember 1948 in Gmünd in Kärnten) ist eine österreichische Liedermacherin und Schriftstellerin, die vor allem Lieder und Gedichte veröffentlicht.

## Leben und Werk
Barbara Stromberger wurde 1948 in Gmünd im österreichischen Bundesland Kärnten geboren. Sie selbst entwickelte früh ihr Talent zur Musik und zum Schreiben von Liedtexten und Gedichten. Seit 1971 hat Barbara Stromberger zahlreiche Tonträger veröffentlicht, zuletzt „Ruhig Blut“ (1997), „Knack“ (1998), „Homma nit“ (2004) und „Alte Haut“ (2007).
1999 erschien ihr Buch Knacktexte. 2001 veröffentlichte sie den Band Briefe ohne Kuvert & Liedtexte & Gedichte. 2007 wurden im Klagenfurter Hermagoras Verlag ihre Kurzgeschichten Bizarres Wahres publiziert.
Durch Konzerte, Lesungen und Workshops hält sie regelmäßigen Kontakt zum Publikum. Als Autorin liest sie darüber hinaus auch im Rahmen von Kulturwochen und Kulturveranstaltungen aus ihren Werken. Barbara Stromberger lebt heute in Wien.

## Diskografie
- 1971: „Barbara Stromberger“ LP
- 1973: „Schau in einen Spiegel“ (daraus Single „Der Mann, der mir so imponiert“) LP
- 1974: „Die zweite Zeit beginnt“ LP/MC
- 1988: „Weiter, Weiter...“ CD/MC/LP
- 1990: „Barbara Stromberger-LIVE“ MC
- 1992: „1. Österr. Frauenhymne“ MC/Single
- 1993: „Gerade jetzt“ CD/MC
- 1995: „Kalt in mir“ CD/MC
- 1997: „Ruhig Blut“ Single–CD
- 1998: „Knack.“ CD
- 2004: „Homma nit“ - LIVE CD
- 2007: „Alte Haut“ CD

## Bücher
- 1990: Saitenweise – Texte
- 1999: Knacktexte, Klagenfurt: Carinthia, ISBN 3-85378-495-X
- 2001: Briefe ohne Kuvert & Liedtexte & Gedichte, (Liedtexte & Gedichte), Klagenfurt; Wien: Verlag Kitab, ISBN 3-902005-08-4
- 2007: Bizarres Wahres, (Kurzgeschichten) Klagenfurt: Hermagoras, ISBN 978-3-7086-0304-9